# Brettschneider
Brettschneider ist ein deutscher Familienname.

## Namensträger
- Andreas Brettschneider (* 1974), deutscher Schriftsteller
- Evert Brettschneider (* 1951), deutscher Gitarrist
- Frank Brettschneider (* 1964), deutscher Medienschaffender
- Frank Brettschneider (* 1965), deutscher Kommunikationswissenschaftler und Hochschullehrer
- Friedrich Brettschneider (Fritz Bretschneider; 1871–1942), österreich-ungarischer Architekt, siehe Fritz Brettschneider
- Friedrich Brettschneider (Kaufmann) (Johann Georg Friedrich Brettschneider; 1794–1856), deutscher Kaufmann, Königlich Hannoverscher Hof-Damast-, Drell- und Leinenfabrikant
- Gunvor Brettschneider (* 1933), finnlandschwedische Rektorin und Politikerin
- Johann Brettschneider (um 1514–1577), deutscher Mediziner und Pädagoge, siehe Johann Placotomus
- Merete Brettschneider (* 1974), deutsche Schauspielerin und Sprecherin
- Nika Brettschneider (1951–2018), tschechoslowakisch-österreichische Schauspielerin, Regisseurin und Theaterleiterin
- Wolf-Dietrich Brettschneider (* 1943), deutscher Sportwissenschaftler